# 葛城政典
葛城 政典（かつらぎ まさのり、1974年9月15日 - ）は、日本の元声優。宮城県出身。

## 人物
2010年3月までトルバドール音楽事務所に所属していたが、その後引退した。

## 出演

### テレビアニメ
2000年
- 無敵王トライゼノン（オペレーターB、研究員B、士官B、カメラマン、パイロット通信、兵士 他）

2001年
- 21世紀まんがはじめて物語
- フルーツバスケット（アナウンサー〈男〉）
- まほろまてぃっく（ノブ、幹部、記者A、男子生徒、副艦長、不良B、八百屋）
- RAVE（人狼、ウルフ、DC、警備員、見物客、上官、砲術士）

2002年
- 電光超特急ヒカリアン（梅田笛太郎、ブラッチャールドール）
- ハングリーハート WILD STRIKER（関）
- まほろまてぃっく～もっと美しいもの～（サントリオ、MNA564、オペレーター、軍人、スナイパー、生徒A、操作員、八百屋さん、野球部員）

2003年
- 探偵学園Q（白峰隼人、大和田晋、ジョンソン五木、Mrチータ、受験生、学園スタッフ、Aクラスの生徒、刑事、隊員 他）

2004年
- この醜くも美しい世界（警官A、男子生徒A、ドラマ男〈磯男〉）

2005年
- これが私の御主人様（運送業者A、警備員B、親衛隊C）
- 地獄少女（福祉施設長）
- BLACK CAT（ゴウダ）

2006年
- RGBアドベンチャー（Dr.ゴズー）
- パッタ ポッタ モン太（ラアコ、ゾウシロー）
- Fate/stay night（後藤、騎士）
- マジカノ（男子生徒、役員B）

2008年
- 天体戦士サンレッド（プドラ）

### OVA
- HUNTER×HUNTER GREED ISLAND（2003年、ラターザ、スキンヘッド）

### webアニメ
- ラパヲとラプゾー（2007年、ナレーション）

### ゲーム
- ファイナルファンタジーXII
- 無敵王トライゼノン（ゲル）
- まほろまてぃっく☆あどべんちゃー（ノブ）